# Sonstorps bruk

Sonstorps bruk är ett före detta bruk i Finspångs kommun (Hällestads socken) i Östergötland.

## Historia
Sonstorps bruk var belägget vid Emmaån i Hällestads socken, Finspånga läns härad. Bruket nämns för första gången 2 mars 1580 i en överenskommelse med kung Johan III och dåvarande ägare. Den 18 mars 1715 flyttades en hammare till Holmsjön och kom att kallas Holmsjöfors. Holmsjöfors hammare ödelades 1782 och flyttades till Boxholms bruk. I konung Johans III:s brev från 1580 omnämnes även en masugn, tillverkningen i ugnen upphörde 1706 och den ödelades 27 juni 1719. Annastinefors manufakturverk vid Högsjön fick privilegium 1752 och bestod av en räckhammare, skärverk och två spikhamrar, samt fick ytterligare privilegier 1785. Den lades sedan ner och återupptogs i april 1839 enligt det gamla privilegiet för 1 kniphammare, och två spikhamrar mot nedläggande av det under 7 maj 1838 privilegierade Holmfors manufakturverk.